# Dog Man Star
Dog Man Star es el segundo álbum de Suede. Fue lanzado por la discográfica Nude Records en 1994. Fue el último disco de la banda que contenía en su alineación a Bernard Butler, quien dejó la banda poco después de completar este álbum, dadas las crecientes tensiones entre Butler y el vocalista de la banda Brett Anderson.
Dog Man Star fue un disco de tono oscuro, lanzado en una coyuntura donde las bandas contemporáneas de Suede estaban haciendo discos pop. Esa razón, junto a la partida de Butler, son las posibles causas de la falta de éxito comercial de este disco. Sin embargo, el álbum es todavía reverenciado por la crítica y es considerado un favorito entre los fanes.
El álbum fue incluido en el Libro "1001 Álbumes que hay que escuchar antes de morir".

## Lista de canciones
Todas las canciones compuestas por Anderson / Butler, excepto donde está anotado.
1. "Introducing the Band" – 2:38
2. "We Are the Pigs" – 4:19
3. "Heroine" – 3:22
4. "The Wild Ones" – 4:50
5. "Daddy's Speeding" (Laurie Anderson) – 5:22
6. "The Power" – 4:31
7. "New Generation" – 4:37
8. "This Hollywood Life" – 3:50
9. "The 2 Of Us" – 5:45
10. "Black or Blue" – 3:48
11. "The Asphalt World" – 9:25
12. "Still Life" – 5:23

## Créditos

### Banda
- Brett Anderson - Voz, Dirección Artística
- Bernard Butler - Guitarra
- Simon Gilbert - Batería
- Mat Osman - Bajo

### Músicos invitados
- Simon Clarke - Trompeta
- Andrew Cronshaw - Flauta
- Richard Edwards - Trombón
- Brian Gascoigne - Arreglos de cuerdas
- Roddy Lorimer - Flauta, saxofón
- Tessa Niles - Coros
- Phil Overhead - Percusión
- Sinfonía of London Orchestra - Orquesta

### Personal Técnico
- Ed Buller - Productor, Ingeniero
- Brian Cannon - Diseño
- Bob Ludwig - Masterizado
- Gary Stout - Ingeniero de Sonido
- Christian Vogt - Fotografía